# Дамир Михановић
Дамир Михановић (Сплит, 1961— 1. јануар 2020), познат и као Ћуби, био је хрватски глумац, комичар, кантаутор, шансонијер и певач.

## Биографија
Рођен је у Сплиту 1961. године. Широј јавности познат је по незаборавним улогама у забавној емисији Јел 'ме нетко тражио? на ХРТ-у, а касније и у епизодама музичке емисије Над липом 35 на Новој ТВ. Такође је глумио у бројним рекламама. Био је бубњар задарске групе Форум, а као певач је објавио популарну песму Пумпај, коју је објавио на албуму Рјешење за добро расположење изданом 1998. године.
Направио је сопствену монодраму Тко ради, штрајка од глади, у којој је играо улогу познатог радника Невена, и са којом је гостовао по читавој Хрватској. У лето 2010. године је у Скрадину добио награду Златна мурва.
30. новембра 2019. године током снимања новогодишње емисије Нове ТВ, позлило му је и одвезен је у болницу где му је дијагностикован рак плућа. 1. јануара 2020. је умро у Клиничко-болничком центру Сплит, у 59. години живота. Сахрањен је на сплитском гробљу Ловринцу 3. јануара 2020.

## Филмографија
| Год.        | Назив                                     | Улога       |
| ----------- | ----------------------------------------- | ----------- |
| 1990-е      |                                           |             |
| 1991.-1995. | Јел ме неко тражио                        | Роман       |
| 2000-е      |                                           |             |
| 2006.-2007. | Над липом 35                              | Роман/Невен |
| 2009.       | Вјерујем у анђеле (филм)                  | Ћуби        |
| 2010-е      |                                           |             |
| 2016.       | И година нова 2017. (новогодишњи програм) | Невен       |
| 2017.       | И година нова 2018. (новогодишњи програм) | Невен       |
| 2018.       | И година нова 2019. (новогодишњи програм) | Невен       |
| 2019.       | И година нова 2020. (новогодишњи програм) | Роман/Невен |